# Parppeinvaaran Runokylä
Das Karelische Museum im Runendorf Parppeinvaara (Parppeinvaaran Runokylä) ist ein Freilichtmuseum in Ilomantsi, der östlichsten Gemeinde Finnlands. Zu besichtigen sind historische Gebäude – unter anderem eine Runensängerhütte mit Ausstellungen, traditioneller Musik, ein Handwerkerladen und eine orthodoxe Kapelle.
Eine weitere Sehenswürdigkeit ist die Hütte des Grenzgenerals. Sie diente dem Generalmajor Erkki Raapana, Befehlshaber der 14. Division, in den Kriegsjahren 1941–1944 als Befehlsstand und Unterkunft an der Front Rukajärvi im Russischen Karelien. Nach dem Krieg wurde die Blockhütte von Raappana nach Finnland versetzt und als Jagdhütte am Strand des Sees Suomujärvi in Lieska aufgebaut. 1984 wurde die Hütte als kriegsgeschichtliche Sehenswürdigkeit nach Parppeinvaara versetzt. Im Inneren befindet sich eine Ausstellung zu Erkki Raappana über die Zeit des Zweiten Weltkriegs.

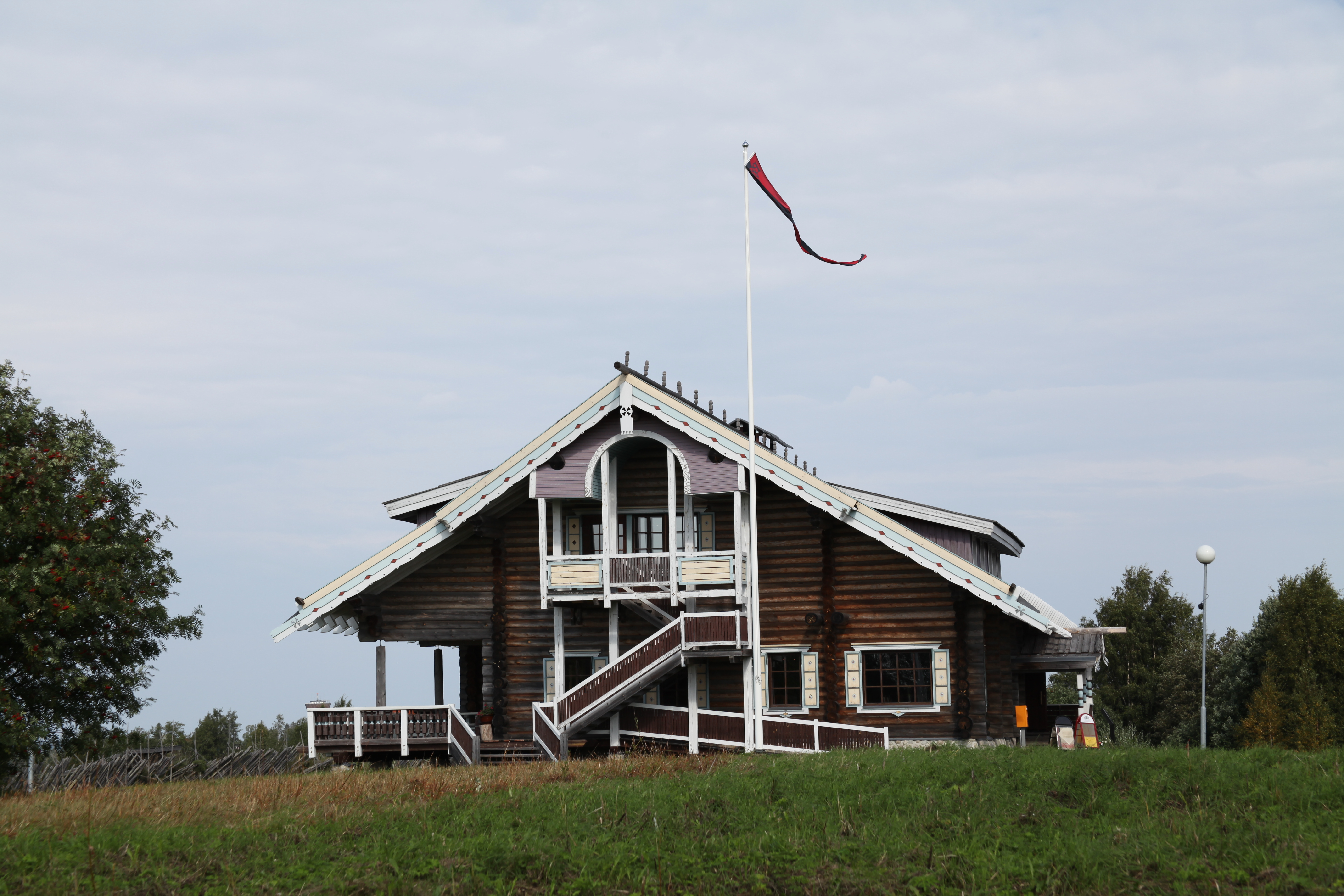
Restaurant
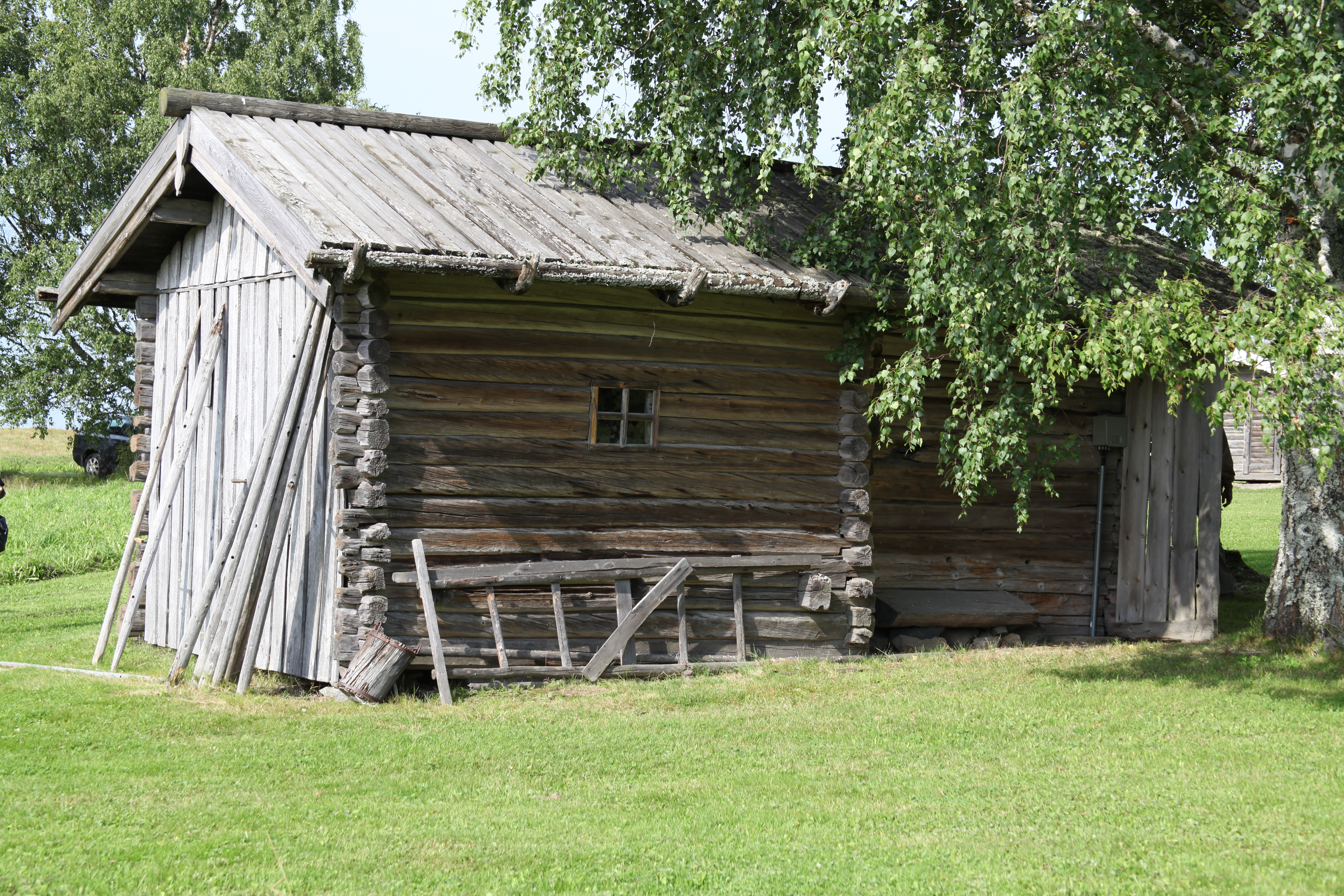
Hütte aus Korhonen
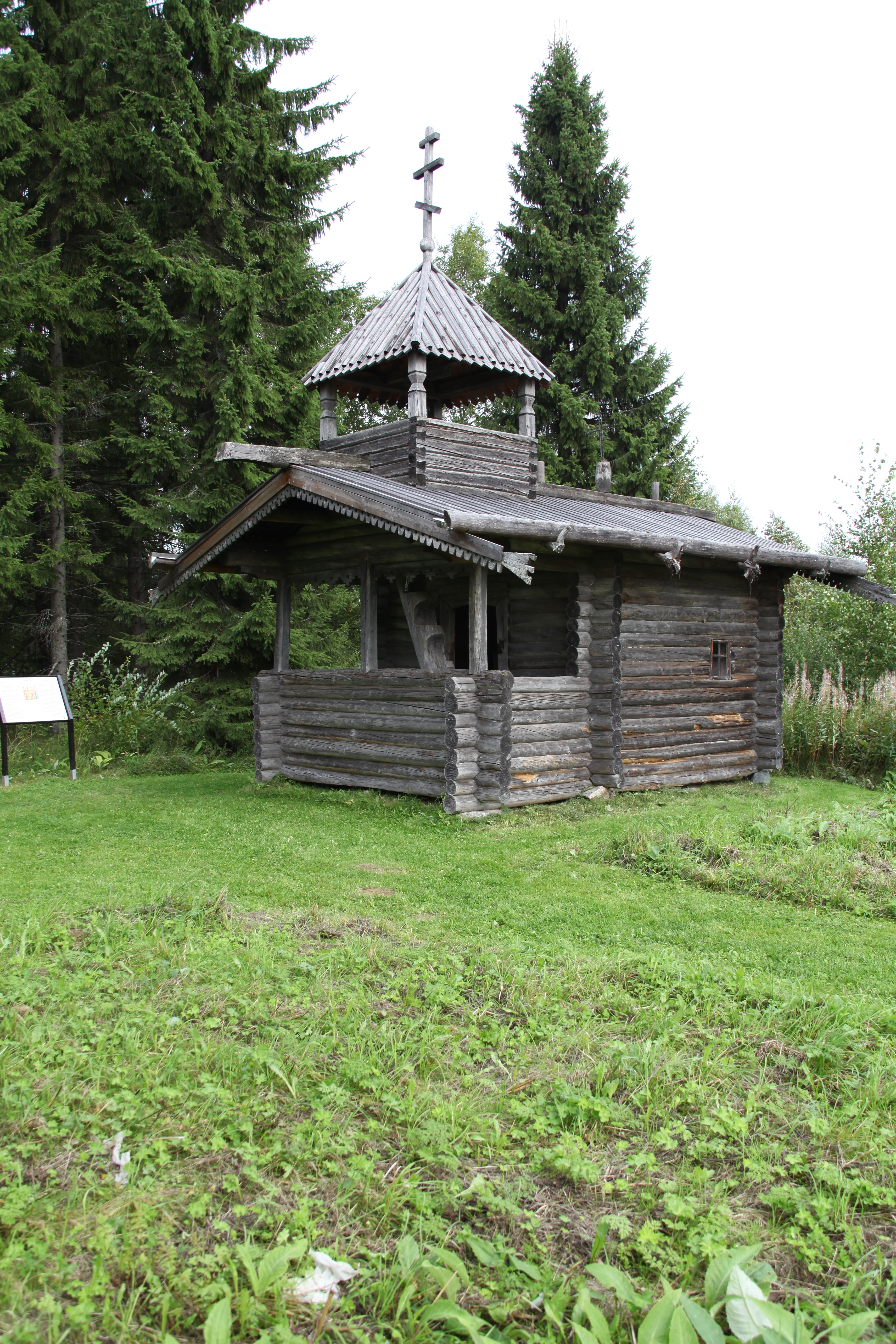
Orthodoxe Kapelle
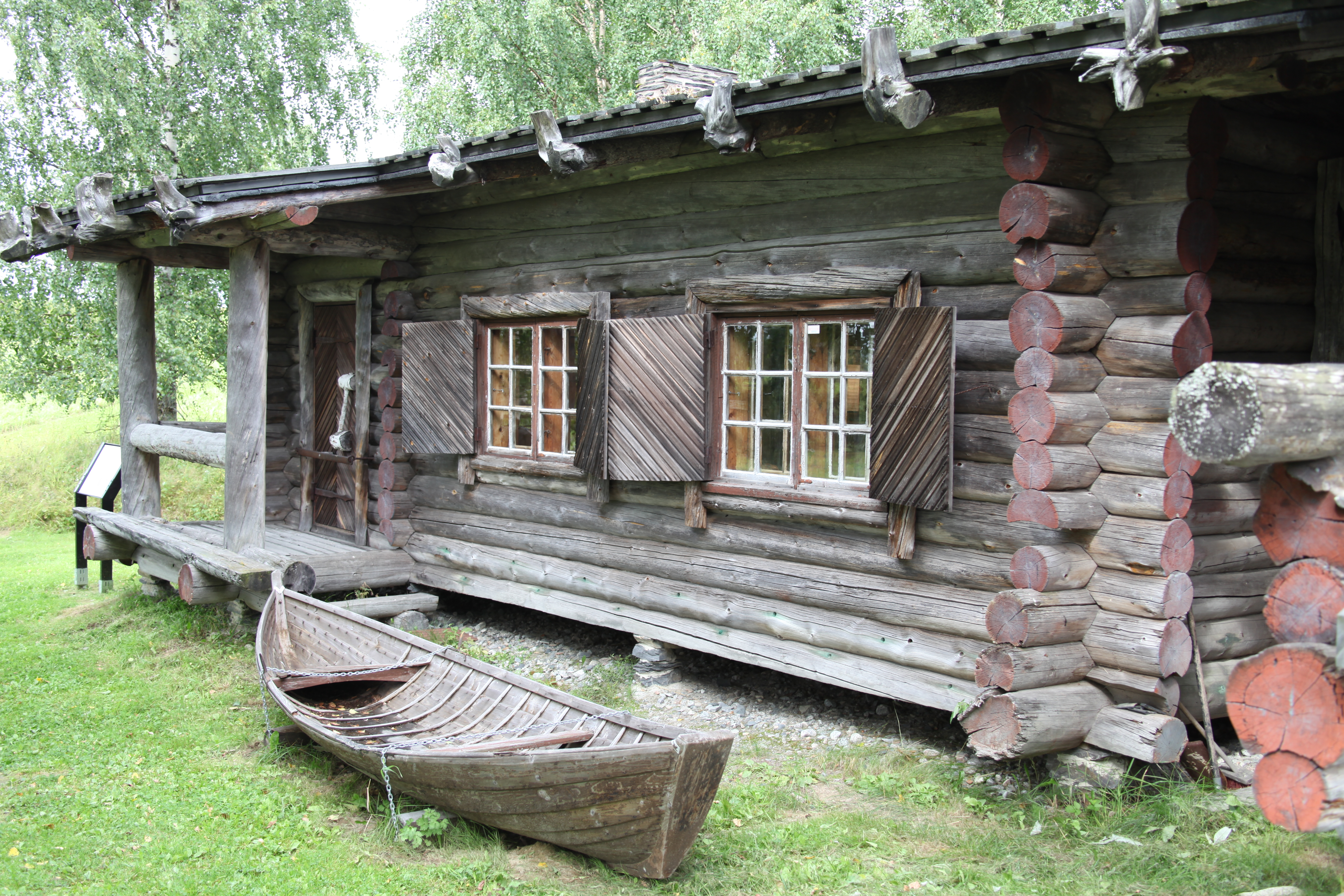
Blockhaus des Grenzgenerals